# Oinikhol Bobonazarova
Oinikhol Bobonazarova est une avocate et une activiste politique tadjik qui agit pour les droits de l'homme dans son pays.
En 1993, elle est arrêtée et reconnue coupable de trahison pour avoir prétendument fomenté un coup d'État. Après avoir purgé quelques mois de prison, elle devient conseiller en droits de l'homme au Tadjikistan pour l'Organisation pour la sécurité et la coopération en Europe. Elle travaille également pour la branche tadjike d'Open Society Foundations et, à partir de 2013, elle est la responsable du groupe pour les droits de l'homme, Perspektiva Plus, qui agit pour les droits des prisonniers, ceux des femmes et des travailleurs migrants tadjiks.
Elle a également travaillé à créer le premier programme indépendant de surveillance des prisons du Tadjikistan depuis que celles-ci sont fermées au monde extérieur, en 2004,.
En 2013, elle est la première femme à tenter de briguer la présidence au Tadjikistan, mais sa campagne n'aboutit pas car elle ne parvient pas à recueillir suffisamment de signatures pour continuer,,,.
Elle reçoit, le 4 mars 2014, du département d'État des États-Unis, le Prix international de la femme de courage.

## Source de la traduction
- (en) Cet article est partiellement ou en totalité issu de l’article de Wikipédia en anglais intitulé « Oinikhol Bobonazarova » (voir la liste des auteurs).